# アマールカ
『アマールカ』（原題:Víla Amálka）は、1975年に制作されたチェコ共和国（制作当時はチェコスロバキア）のアニメ作品である。
このアニメは、チェコの子供向けの夜の番組「Večerníček(おやすみアニメ)」のために、Václav Čtvrtekによって製作された。チェコでは現在も定期的に放送されている。ヴァーツラフ・ベドルジヒによって描かれ、ナレーションはジリ・ハーザン。各回約8分の合計13話が制作された。
日本では2013年頃に人気を博し始め、エピソードが日本語に吹き替えられた。また、キャラクターをフィーチャーしたおもちゃやグッズもリリースされた。

## 概要
森の妖精「アマールカ」が主人公の作品で、著者はヴァーツラフ・ベドジフ (Václav Bedřich)。1975年に制作され、チェコ・テレビで放映される。
チェコでは、子供たちが夜寝る前に見るものとして知られ、国民的なキャラクターのひとつである。
絵本も多数出版され、日本では2012年にLD&K BOOKSから「森番をやっつけた日」、「子羊を助けた日」などが出版されている。
2013年には日本の各地で様々な関連イベントが開催され、グッズも展開している。

## 登場人物
- アマールカ

本作のヒロイン。山吹色の長く垂れ下がった髪の毛、頭につけている青い花冠に白ワンピース、青い靴がトレードマーク。困った者を助ける心優しい森の妖精。
- 子羊

- トゲ

- カッパ

人間の魂を抜き取り、ツボに入れて集める悪趣味な生き物。アマールカを誘拐しようと企てる。
- どんぐりぼうや

- 赤ずきん

- のっしのっし

大男。アマールカにプロポーズをする。
- 吹雪老人

## 作品
LD&K BOOKSから6作品が出版されている。
- 「森番をやっつけた日」
- 「子羊を助けた日」
- 「大男にプロポーズされた日」
- 「鳥になった日」
- 「カッパが怒った日」
- 「王様になった日」